# 1313
| 1313               |
| ------------------ |
| Dødsfald - Fødsler |
|                    |

| Gregoriansk kalender | 1313 MCCCXIII           |
| Ab urbe condita      | 2066                    |
| Armensk kalender     | 762 ԹՎ ՉԿԲ              |
| Kinesiske kalender   | 4009 – 4010 壬子 – 癸丑 |
| Etiopisk kalender    | 1305 – 1306             |
| Jødisk kalender      | 5073 – 5074             |
| Hindukalendere       |                         |
| - Vikram Samvat      | 1368 – 1369             |
| - Shaka Samvat       | 1235 – 1236             |
| - Kali Yuga          | 4414 – 4415             |
| Iransk kalender      | 691 – 692               |
| Islamisk kalender    | 713 – 714               |

Konge i Danmark: Erik 6. Menved 1286-1319

## Begivenheder
- Jyske bønder nægter på landstinget i Viborg at betale kongens ekstraskatter. Oprørerne sejrer først over en kongelig hær ved Kolding, men da kongen kommer med en tysk lejehær, bliver de hurtigt besejret; 25 af lederne bliver hængt, og mange blev sendt på tvangsarbejde ved opførelsen af de såkaldte tvangsborge i Viborg, Kalø og Bygholm ved Horsens.
- Omkring 1313 - Kalø Slot blev opført af kong Erik Menved.

## Dødsfald
- 24. august – Den tysk-romersk kejser Henrik 7.